# Njinga Mona
Njinga Mona, även känd som Jinga Amona, död 1680, var kung av Matamba 1666–1669 och 1670–1680.